# جیم ادواردز (بازیکن فوتبال، زاده ۱۹۰۵)
جیمی ادواردز (انگلیسی: Jimmy Edwards؛ ۱۱ دسامبر ۱۹۰۵ – آوریل ۱۹۸۲) بازیکن فوتبال اهل بریتانیا بود که در پست هافبک چپ و مهاجم چپ بازی می‌کرد.
از باشگاه‌هایی که در آن بازی کرده‌است می‌توان به باشگاه فوتبال وست برومویچ آلبیون و باشگاه فوتبال نوریچ سیتی اشاره کرد.